# Do Not Disturb
Do Not Disturb (2008) – amerykański serial komediowy stworzony przez Craiga M. Simona i Abrahama Higginbothama. Wyprodukowany przez Reveille Productions, Principato-Young Entertainment i Fox Television Studios.
Światowa premiera serialu miała miejsce 10 września 2008 roku na antenie Fox. Na kanale miało zostać wyemitowanych 5 odcinków, jednakże zostało wyemitowane tylko 3 odcinki. Serial został anulowany 23 września 2008 roku. Emisja zakończyła się 24 września 2008 roku. W Polsce serial nadawany na kanale Fox.

## Obsada
- Niecy Nash jako Rhonda Peet
- Jerry O’Connell jako Neal Danner
- Molly Stanton jako Nicole
- Jesse Tyler Ferguson jako Larry
- Jolene Purdy jako Molly Poleski
- Dave Franco jako Gus

## Spis odcinków
| N/o            | Tytuł angielski                     |
| -------------- | ----------------------------------- |
|                |                                     |
| SERIA PIERWSZA |                                     |
|                |                                     |
| 01             | Work Sex                            |
|                |                                     |
| 02             | Birdcage                            |
|                |                                     |
| 03             | Dosing                              |
|                |                                     |
| 04             | Pilot                               |
|                |                                     |
| 05             | Satisfaction                        |
|                |                                     |
| 06             | Dirty Secret FKA Death at the Hotel |
|                |                                     |
| 07             | The Break Room                      |
|                |                                     |